# Franjo Vrunč
Franjo Vrunč - Buzda, slovenski učitelj, komunist in narodni heroj, * 12. februar 1910, † 24. avgust 1941, Maribor (ustreljen kot talec).
Po končani osnovni in meščanski šoli je leta 1929 maturiral na učiteljišču v Mariboru. Že tedaj je sodeloval pri naprednem mladinskem društvu Sokol. Nekaj časa je bil brezposeln, po odsluženem vojaškem roku pa se je zaposlil pri sokolski župi v Mariboru. Leta 1933 je postal učitelj v Račah. Leta 1933 je postal član Komunistične partije Jugoslavije.
Za narodnega heroja Jugoslavije je bil proglašen 27. novembra 1953.
Po njem so se po drugi svetovni vojni imenovale osnovne šole v Gorici pri Slivnici, Slovenj Gradcu in na Hudinji pri Celju.